# Avesjö (Högsby socken, Småland)
Avesjö är en sjö i Högsby kommun i Småland och ingår i Alsteråns huvudavrinningsområde. Sjön är 8,1 meter djup, har en yta på 0,292 kvadratkilometer och är belägen 136,1 meter över havet. Sjön avvattnas av vattendraget Trändeån.

## Delavrinningsområde
Avesjö ingår i det delavrinningsområde (633140-150473) som SMHI kallar för Inloppet i Stora Sinnern. Medelhöjden är 143 meter över havet och ytan är 73,85 kvadratkilometer. Det finns inga avrinningsområden uppströms utan avrinningsområdet är högsta punkten. Trändeån som avvattnar avrinningsområdet har biflödesordning 2, vilket innebär att vattnet flödar genom totalt 2 vattendrag innan det når havet efter 43 kilometer. Avrinningsområdet består mestadels av skog (85 procent). Avrinningsområdet har 1,73 kvadratkilometer vattenytor vilket ger det en sjöprocent på 2,3 procent.